# Депозитний вклад
Депози́т (вклад) — грошові кошти в готівковій чи безготівковій формі в валюті України чи в іноземній або у банківських металах, які банк прийняв від вкладника або які надійшли для вкладника на договірних засадах на визначений термін зберігання чи без зазначення терміну (під відсоток або дохід в іншій формі) і підлягають виплаті вкладнику відповідно до законодавства України та умов договору.

## Опис
Залучення депозитів може здійснюватися в формі випуску (емісії) ощадних (депозитних) сертифікатів. Правила здійснення депозитних операцій встановлюються: для банківських депозитів — Національним банком України відповідно до законодавства; для депозитів (внесків) до інших фінансових установ — Кабінетом Міністрів України. До депозитів не належать суми завдатку, внесеного як забезпечення договірних зобов'язань однієї сторони договору перед іншою.
Депозит є одним з найменш ризикованих способів зберігання фінансів, але, зазвичай, відсотки, які нараховуються за депозитом, повною мірою не компенсують втрати від інфляції.
Депозитна політика банку, а саме процес управління депозитними операціями, передбачає наявність комплексу стратегічних і тактичних заходів, які здійснюють комерційні банки з метою акумулювання тимчасово вільних грошових коштів клієнтів для створення власних кредитних ресурсів. Альтернативність варіантів проведення депозитних операцій стосовно конкретних юридичних і фізичних осіб забезпечує надійність і сталість джерел формування ресурсів банку.

## Види депозитів
В залежності від умов залучення розрізняють:
- Накопичувальні. Це депозити з можливістю поповнення, проте без можливості часткового зняття вкладу.
- Ощадні. Це банківські вклади без можливості поповнення і часткового зняття.
- Універсальні. Це депозити з можливістю поповнення і часткового зняття вкладу.

## Податок на депозит
Доходи від депозитів прирівнюються до всіх інших доходів, тому також оподатковуються. Ставка ПДФО (податок на доходи фізичних осіб) становить 18 % плюс 5 % військового збору. Загалом податок на депозити фізичних осіб становить 23 %. Податок на прибуток розраховується з реально виплачених відсотків.